# Argyresthia cupressella
Argyresthia cupressella là một loài bướm đêm thuộc họ Yponomeutidae. Nó là loài đặc hữu của miền tây bờ biển của Hoa Kỳ và Canada, nhưng được di thực vào châu Âu.
Sải cánh dài 8–9 mm. Con trưởng thành bay từ tháng 6 đến tháng 7 tùy theo địa điểm.
Ấu trùng ăn các loài Chamaecyparis, Cupressocyparis, Thuja, Sequoia và Juniperus.